# Полянский, Кирилл Александрович
Кирилл Александрович Полянский (род. 23 января 1990, Омск) — российский хоккеист, нападающий.

## Биография
Воспитанник омского хоккея, начинал играть в командах «Авангард-2» (1 лига, 2007/08 — 2008/09), «Омские ястребы» (МХЛ, 2009/10), «Торос» Нефтекамск (2010/11). В системе казахстанского «Барыса» играл за команды «Снежные барсы» (68 матчей в сезоне-2011/12 МХЛ) и «Барыс-2» (4 матче в чемпионате Казахстана-2011/12 и 57 матчей в следующем сезоне). Выступал в ВХЛ за клубы «Ариада» Волжск (2013/14), «Саров» и «Южный Урал» Орск (2014/15). В сезоне 2015/16 играл в чемпионате Казахстана за «Номад», в сезоне 2017/18 за «Сахалин» в Азиатской хоккейной лиге.
Бронзовый призёр хоккейного турнира зимней Универсиады 2013 года.
Игрок команд Офицерской хоккейной лиги.